# 1471 w polityce
Wydarzenia polityczne w 1471 roku.

## Wydarzenia
- 14 marca  – wojna Dwóch Róż – wygnany król Edward IV ląduje na wybrzeżu angielskim w Yorkshire na czele oddziału najemników niemieckich i flandryjskich i wobec negatywnej postawy miast Hull i York ogłasza, że jego celem jest jedynie odzyskanie dziedzicznego księstwa Yorku[1].
- 2 kwietnia – wojna Dwóch Róż: po uzyskaniu wzmocnienia od swoich zwolenników z Lincolnshire i zajęciu Warwick Edward IV ogłasza się królem[1].
- 11 kwietnia – Edward IV wkracza do Londynu bez oporu ze strony miasta i zwolenników Lancasterów[2].
- 14 kwietnia – wojna Dwóch Róż: decydujące zwycięstwo Yorków w bitwie pod Barnet utwierdza powrót Edwarda IV na tron Anglii i unicestwia stronnictwo polityczne hrabiego Warwick[3].
- 4 maja – wojna Dwóch Róż: zwycięstwo Yorków w bitwie pod Tawkesbury kończy się masakrą przywódców Lancasterów[4].
- 11 maja – wojna Dwóch Róż: królowa Małgorzata Andegaweńska kapituluje przed Edwardem IV[4].
- lipiec – wojna Dwóch Róż: garnizon Calais podporządkowuje się Edwardowi IV – koniec oporu Lancasterów przeciwko Yorkom[5].
- wrzesień – wojna Dwóch Róż: podczas pacyfikacji Walii Edward IV zdobywa zamek Pembroke i zmusza Jaspera Tudora i jego bratanka Henryka, hrabiego Richmond do emigracji[5].
- Portugalczycy zdobywają Asilę.

## Zmarli
- 14 kwietnia – Richard Neville, hrabia Warwick zwany The Kingmaker poległ w bitwie pod Barnet (ur. 1428)[3]
- 21 maja – Henryk VI Lancaster, król Anglii (ur. 1421)[6]